# José Ignacio Picabea Burunza
José Ignacio Picabea Burunza plus connu comme Iñaki Pikabea, alias Piti, est un ancien membre de l'organisation indépendantiste basque ETA et parlementaire basque pour la coalition abertzale Herri Batasuna entre 1980 et 1984.
Le 19 février 1979 il a été arrêté par la police accusé d'appartenir à un commando d'ETA-Militaire.
Alors qu'il était en prison préventive dans l'attente du jugement, il a été inclus par la coalition abertzale Herri Batasuna dans ses listes électorales lors des premières élections autonomes qui ont eu lieu au Pays basque. Il a été élu parlementaire basque par la province du Guipuscoa. Il sera parlementaire entre 1980 et 1984 bien qu'il n'ait jamais pris part à aucune session du Parlement. En juillet 1981 il a été condamné à 33 années de prison pour être membre d'ETA-militaire et pour avoir pris part en 1977 au meurtre du conseiller municipal irundarra (gentilé basque d'Irun) Julio Martínez Ezquerro.
Le 7 juillet 1985 il s'est évadé de la prison de Martutene de Saint-Sébastien avec un autre etarre et auteur Joseba Sarrionandia. Tous les deux ont été dissimulés dans les baffles après un concert du chanteur Imanol Larzabal dans la prison. C'est Mikel Antza, amoureux fou de littérature, qui favorise cette spectaculaire évasion le 7 juillet, jour de la San Fermin.
L'évasion a inspiré la célèbre chanson Sarri, Sarri du groupe basque Kortatu.
Pikabea a réintégré ETA après leur évasion, mais a été arrêté deux années plus tard, en octobre 1987 dans une opération policière en France contre la direction militaire d'ETA. Il a été extradé en Espagne et a continué à purger sa peine.
En mars 2000 il sort de prison en liberté conditionnelle.